# Max Papart
Max Papart  (* 19. Dezember 1911 in Marseille; † 29. August 1994 in Paris) war ein französischer Maler, Graphiker, Illustrator und Collage-Künstler.
Geboren in Marseille studiert Max Papart zunächst Malerei an der École des Beaux Arts seiner Geburtsstadt. 1936 übersiedelt er nach Paris, wo er als Buchdrucker arbeitet. Er stellt beim „Salon des Indépendants“ aus und beginnt sich mit der Technik der Aquatinta-Radierungen zu beschäftigen und schafft seine ersten druckgraphischen Werke in dieser Technik.
Papart wirkte bei verschiedenen Gruppenausstellungen mit; 1938 organisiert die Galerie Bureau in Paris seine erste Einzelausstellung. Während der deutschen Besetzung kehrt er nach Marseille zurück um sich dort der Resistance anzuschließen.
1946, nach der Befreiung Frankreichs, stellt Papart in der Galerie Sébiere in Marseille aus. In der zweiten Hälfte der fünfziger Jahre trifft er auf César, Henri Goetz, Jean Michel Atlan, James Coignard, Antoni Clavé, Künstler die in Südfrankreich eine neue Heimat gefunden hatten. Vom postkubistischen Stil ausgehend, richtet sich sein Interesse nun stärker auf die Abstraktion.
Max Papart entwickelt in den 1960er und 1970er Jahren eine eigene, abstrakte, postkubistische und symbolistische Formensprache voller Poesie und Humor. Als Lithograph, Radierer und Maler greift er oft auf die Misch- und Collagetechnik zurück und führt sie eine neue Dimension. Ab 1970 entstehen Carborundum-Radierungen, eine Technik, die sein Freund Henri Goetz 1968 entwickelt hatte. Innerhalb weniger Jahrzehnte entsteht eine große Zahl großformatiger Radierungen und Collagen zum Teil als Illustrationen von Werken der Dichter Jacques Prévert, Georges Ribemont-Dessaignes und Xavier Bordes (Le Grand Cirque Argos).
Max Paparts Leben ist geprägt von einer intensiven künstlerischen Auseinandersetzung mit dem Werk anderer Künstler (z. B. Lucas Cranach, Courbet, Picasso).
1969 erhält er eine Professur für Druckgraphik an der Université de Paris VIII in Vincennes, die er bis 1974 innehat. Ab 1978 lebt Papart auch in New Orleans und New York, wo seine Werke in vielen Einzelausstellungen gezeigt wurden.
1994 stirbt Max Papart in Paris. Der französische Kunsthistoriker André Parinaud prophezeit: „Wir werden Papart als einen Meister der zweiten Kubistengeneration wiederentdecken.“
Paparts Werke finden sich in zahlreichen Museen dieser Welt: (Auswahl) Victoria and Albert Museum, National Gallery, London, Musée d’Art Moderne de la Ville de Paris, Fondation Maeght, St. Paul de Vence, Israel Museum, Jerusalem.